# Espion mais pas trop !
Pour plus de détails, voir Fiche technique et Distribution.
Espion mais pas trop ! ou Les Beaux-Pères au Québec (The In-Laws) est un film américano-germano-canadien réalisé par Andrew Fleming, sorti en 2003.

## Synopsis
Steve Tobias, trafiquant d'armes, fait la connaissance des parents de Melissa, sa future belle-fille, à quelques jours du mariage. Il entraîne Jérôme Peyser, le père de la future mariée, dans ses règlements de compte entre gangsters.

## Fiche technique
- Titre original : The In-Laws
- Titre français : Espion mais pas trop !
- Titre québécois : Les Beaux-Pères
- Réalisation : Andrew Fleming
- Scénario : Ed Solomon & Nat Mauldin
- Musique : Klaus Badelt & James S. Levine
- Photographie : Alexander Gruszynski
- Montage : Mia Goldman & Heather Persons
- Production : Bill Gerger, Elie Samaha & George Edde
- Sociétés de production : Franchise Pictures, Gerber Pictures, Further Films ; en association avec MHF Erste Academy Film GmbH & Co. Produktions KG, Epsilon Motion Pictures et Glen Films
- Sociétés de distribution : Warner Bros.
- Pays :  États-Unis,  Allemagne,  Canada
- Langue : Anglais
- Format : couleur - 35 mm - 1,85:1 - son Dolby Digital
- Genre : Comédie, Action
- Durée : 98 min
- Dates de sortie : 
  - États-Unis et Canada : 23 mai 2003
  - Allemagne : 18 septembre 2003
  - France : 9 juin 2004

Source : IMDb

## Distribution
- Michael Douglas (VF : Patrick Floersheim ; VQ : Marc Bellier) : Steve Tobias
- Albert Brooks (VF : Jean-Jacques Nervest ; VQ : Jean-Marie Moncelet) : Jerome Peyser
- Ryan Reynolds (VF : Cédric Dumond ; VQ : Renaud Paradis) : Mark Tobias
- Lindsay Sloane (VF : Barbara Beretta ; VQ : Catherine Trudeau) : Melissa Peyser
- David Suchet : Jean-Pierre Thibodoux
- Robin Tunney (VF : Nathalie Spitzer ; VQ : Natalie Hamel-Roy) : Angela Harris
- Maria Ricossa : Katherine Peyser
- A. Russell Andrews (VF : Jean-Michel Martial) : L'agent Will Hutchins
- Candice Bergen (VF : Brigitte Virtudes ; VQ : Anne Caron) : Judy Tobias
- Emmy Laybourne (VF : Virginie Ledieu) : 	Gloria Rudnick

Sources et légendes : Version française (VF) sur RS Doublage et Version québécoise (VQ) sur Doublage.qc.ca

## Commentaire
Il s'agit du remake du film d'Arthur Hiller Ne tirez pas sur le dentiste avec Peter Falk et Alan Arkin dans les rôles titres.